# Mayu Mukaida
Mayu Mukaida (født 22. juni 1997) er en japansk bryder, der konkurrerer i fristil.
Hun repræsenterede Japan ved sommer-OL 2020 i Tokyo , hvor hun tog bronze i 55 kg.